# Rhysipolis muesebecki
Rhysipolis muesebecki är en stekelart som beskrevs av Spencer 1999. Rhysipolis muesebecki ingår i släktet Rhysipolis och familjen bracksteklar. Inga underarter finns listade i Catalogue of Life.